# TT25
La tombe thébaine TT 25 est située à El-Assasif, dans la nécropole thébaine, sur la rive ouest du Nil, face à Louxor en Égypte.
C'est la sépulture d'Amenemheb, prêtre de Khonsou durant la période ramesside. Son épouse Taousert est responsable du harem de Khonsou.